# En Siwan
En Siwan (hebräisch עֵין זִיוָן ʿEjn Sīwan, englisch Ein Zivan, arabisch عين زوان) ist ein 1968 gegründeter Kibbuz und eine israelische Siedlung auf den von Israel besetzten und annektierten Golanhöhen. Völkerrechtlich gehört das Gebiet zu Syrien. Die israelische Siedlung liegt 959 Meter über dem Meeresspiegel und 15 Kilometer nordöstlich von Katzrin. Im Jahr 2017 hatte En Siwan 322 Einwohner.